# 鳶尾花號列車 (日本)
鳶尾花（アイリス，Iris）是一列曾由北海道旅客鐵道（JR北海道）營運、主要行駛於長萬部至函館之間的函館本線上之快速列車，列車名「鳶尾花」是長萬部町的町花。

## 簡介
鳶尾花號是在1987年時啟用，以取代原本因瀨棚線廢線而停駛的急行列車「瀨棚」（せたな）。2000年時取消函館至長萬部方向的班次，僅保留長萬部發、函館抵的上行方向列車在運行，全程耗時約2小時。
停靠車站
長萬部 –  中之澤 –  國縫 –  黑岩 –  山崎 –  八雲 –  落部 –  森 –  大沼公園 –  七飯 –  大中山車站 –  桔梗 –  五稜郭 –  函館
使用車輛
- 日本國鐵Kiha40系柴聯車（日语：国鉄キハ40系気動車 (2代)）：採單車廂運行，單人駕駛（ワンマン運転）

2016年3月26日、配合北海道新幹線通車所進行的班次表大改點中，因應本列車所使用的Kiha40系車輛老舊化而縮編，包括鳶尾花號在內的多款快速列車被降級為普通列車班次，等同實質上遭到廢車。